# Parotis fasciculata
Parotis fasciculata is een vlinder uit de familie van de grasmotten (Crambidae), uit de onderfamilie van de Spilomelinae. De wetenschappelijke naam van deze soort is voor het eerst voorgesteld als Margaronia fasciculata door Per Olof Christopher Aurivillius in een publicatie uit 1910.
De soort komt voor in Tanzania.